# Robert McLellan Bateman

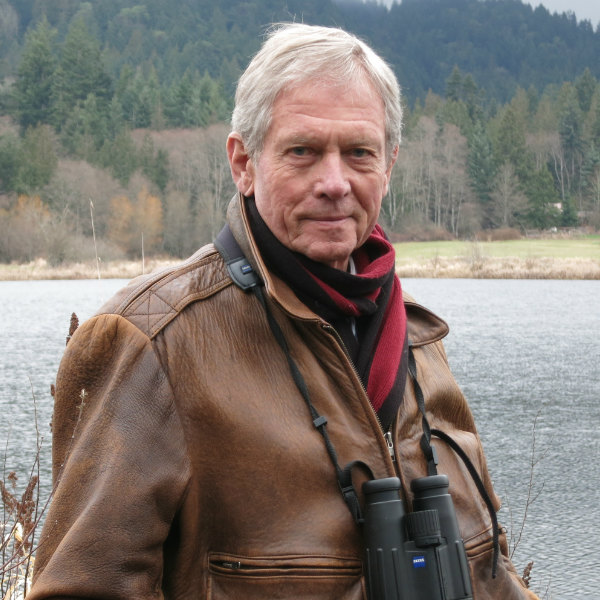
Robert Bateman

Robert McLellan Bateman OC, OBC, RCA (* 24. Mai 1930 in Toronto, Ontario) ist ein kanadischer Naturmaler, Naturfotograf und Geograph.

## Leben
Bateman war bereits in seiner Kindheit von der Natur fasziniert. Er zeichnete die Vögel in der Umgebung seines Hauses in Toronto und malte kleine Bilder mit Vögeln in ihren Lebensräumen. Er ließ sich von der Group of Seven, einem prominenten Kreis kanadischer Landschaftsmaler, inspirieren. Später widmete er sich abstrakten Naturbildern, die stark von den Arbeiten Franz Klines beeinflusst waren. Erst Mitte der 1960er Jahre wechselte er zu seinem heutigen Stil, dem Realismus. 1954 machte er seinen Abschluss in Geographie am Victoria College der University of Toronto. Anschließend besuchte er das Ontario College of Education und er hatte Privatunterricht am Toronto Arts and Letters Club bei Gordon Payne. Zudem war er ein Schüler von Carl Schaefer. Weitere Studienaufenthalte hatte er an der Carleton University in Ottawa, an der Brock University in St. Catharines, an der McMaster University in Hamilton, Ontario und an der University of Guelph in Ontario. Ab 1957 reiste Bateman 14 Monate lang in einem Land Rover mit seinem Freund J. Bristol Foster um die Welt. Auf ihrem Weg durch Afrika, Indien, Südostasien und Australien fertigte Bateman zahlreiche Bilder und Skizzen an.
Bateman wurde Highschool-Lehrer für Kunst und Geographie und unterrichtete 20 Jahre lang, bis er 1976 Vollzeitkünstler wurde. Von 1970 bis 1976 hatte er eine Lehrtätigkeit an der Lord Elgin High School in Burlington, Ontario. In Nigeria war er zwei Jahre als Lehrer des Canada’s External Aid Program tätig. Seine Freizeit widmete er der Malerei in der Natur. 1977 begann Mill Pond Press mit der Herstellung signierter Drucke in limitierter Auflage von einigen seiner Gemälde, mit denen im Laufe der Jahre Millionensummen für Umweltschutzzwecke gesammelt wurden. In den 1970er und 1980er Jahren erlangte sein Werk große Anerkennung. Robert Batemans Ausstellung 1987 in der Smithsonian Institution in Washington, D.C., zog ein großes Publikum für einen lebenden Künstler an. 1999 erklärte die Audubon Society of Canada Bateman zu einem der 100 größten Umweltaktivisten des 20. Jahrhunderts.
Robert Batemans realistischer und anschaulicher Malstil, der unter anderen auch von Andrew Wyeth inspiriert ist, spiegelt sein tiefes Verständnis und seine Wertschätzung für die Natur wider. Er zeigt Wildtiere in ihrem natürlichen Lebensraum und ermutigt den Betrachter, die natürliche Welt genau zu beobachten. Die meisten von Batemans Gemälden sind in Acryl und Eitempera auf verschiedenen Medien gemalt und wurden in großen Einzelausstellungen auf der ganzen Welt gezeigt. Er war Gegenstand mehrerer Filme und Bücher, darunter The Art of Robert Bateman (1981), The World of Robert Bateman (1985), An Artist in Nature (1990), Natural Worlds (1996), Thinking Like a Mountain (2000), Birds (2002), New Works (2010), Life Sketches (2015), Bateman’s Canada (2017) sowie mehrere Kinderbücher.
Robert Bateman lebt mit seiner Frau Birgit Bateman auf Saltspring Island in British Columbia. Er hat insgesamt fünf Kinder von zwei verschiedenen Ehefrauen. Die Robert Bateman Secondary School in Abbotsford, British Columbia und die Robert Bateman High School in Burlington, Ontario wurden nach ihm benannt.
Aufgrund seiner langjährigen Exposition gegenüber den Materialien, die er für die Herstellung seiner Bilder benötigte, meldete sich Bateman 2005 freiwillig, um sich auf mögliche Chemikalien in seinem Körper untersuchen zu lassen, die nachweislich gesundheitsschädlich sind. Die Untersuchung wurde von der Organisation Environmental Defence gesponsert. In seinem Körper wurden 32 krebserregende Stoffe, 19 endokrine Modulatoren, 16 Stoffe, die für die Atemwege giftig sind, und 42 Stoffe, die für die Fortpflanzungsorgane giftig sind, gefunden.

## Ehrungen
- Lebenslanges Mitglied der Royal Canadian Academy of Arts
- Queen Elizabeth Silver Jubilee Medal, 1977
- Ehrendoktorwürde der Carleton University, 1982
- Officer of the Order of Canada, 1984
- Ehrenmitgliedschaft des World Wildlife Fund, 1985 (verliehen von Prinz Philip)
- Society of Animal Artists Award of Excellence 1979, 1980, 1981, 1986, 1990, 2008; Lifetime Achievement 2010
- Lescarbot Award, verliehen von der kanadischen Regierung, 1992
- Rachel Carson Award, verliehen von der Society of Environmental Toxicology and Chemistry, Washington D.C., 1996
- Order of British Columbia, 2001
- Rungius Medal, verliehen durch das National Museum of Wildlife Art, 2001
- Queen’s Jubilee Medal, 2002
- Roland Michener Conservation Award, verliehen von der Canadian Wildlife Federation, 2003
- Ideas for Life Award, Kanadische Umweltpreise, 2006
- Human Rights Defender Award, verliehen von Amnesty International, 2007
- Niagara Escarpment Lifetime Achievement Award, 2009
- Royal Canadian Geographical Society Gold Medal, 2013
- World Ecology Award, University of Missouri-St. Louis, 2015
- International Brandwein Medal, Brandwein Institute, 2017
- Jay N. Ding Darling Award, The Wildlife Society, 2017

## Schriften
- Ramsay Derry: The Art of Robert Bateman. Madison Press Books, 1981 (deutsch: Tiere in der Landschaft. Die Kunst des Malers Robert Bateman, BLV Verlagsgesellschaft, München, 1984)
- Ramsay Derry: The World of Robert Bateman. Madison Press Books, 1984
- Robert Bateman, Anthony W. Diamond, Rudolf L. Schreiber: Save the Birds. Press Syndicate of the University of Cambridge, 1989
- Rick Archbold: Robert Bateman: An Artist in Nature. Madison Press Books, 1990
- Rick Archbold: Robert Bateman: Natural Worlds. Madison Press Books, 1996
- mit Rick Archbold: Safari. 1998
- mit Rick Archbold: Thinking Like a Mountain. Penguin Books, 2000
- mit Kathryn Dean: Birds. Madison Press Books, 2002 (deutsch: Vögel, Komet, 2004)
- mit Ian Coutts: Backyard Birds. Madison Press Books, 2005
- mit Nancy Kovacs: Birds of Prey. Madison Press Books, 2007
- mit Nancy Kovacs: Polar Worlds. Madison Press Books, 2008
- mit Nancy Kovacs: Vanishing Habitats. Madison Press Books, 2010
- Bateman: New Works. Greystone Books, 2010
- Hope & Wild Apples. Bateman Foundation, 2012
- Sight Unseen. Paul Gilbert, Bateman Foundation, 2014
- Life Sketches: A Memoir. Simon & Schuster, 2015
- Robert Bateman's Canada. Simon & Schuster, 2017

## Filmografie
- Down to Earth, Zephyr Films, 2001
- Life and Times of Robert Bateman, Canadian Broadcasting Corporation, 1997
- Robert Bateman, Art Gallery of Greater Victoria, 1994
- A Day in the Life of Robert Bateman, Canadian Broadcasting Corporation, 1985
- Robert Bateman – Artist/Naturalist, Canadian Broadcasting Corporation, Spectrum, 1984 [Produktion: Donna Lu Wigmore]
- Robert Bateman – A Celebration of Nature, Canadian Broadcasting Corporation. Take 30, 1983 [Produktion: Brigitte Berman]
- The Nature Art of Robert Bateman, Eco-Art Productions, 1981 [Produktion: Norm Lightfoot]
- Images of the Wild: A Portrait of Robert Bateman, National Film Board of Canada, 1978 [Regie: Norm Lightfoot, Produktion: Beryl Fox]
- Robert Bateman, Canadian Broadcasting Corporation, This Land, 1972 [Produktion: John Lucky]